# Lampropedia hyalina
Lampropedia hyalina es una bacteria gramnegativa del género Lampropedia. Fue descrita en el año 1886, es la especie tipo. Su etimología hace referencia a hialino. Anteriormente también se le ha llamado Gonium hyalinum. Se aisló a partir de muestras de agua contaminadas, y en su descripción inicial se observaron agrupaciones cuadradas entre 8 y 64 células, morfología que se observa en algunas cepas. Es anaerobia y móvil. Tiene forma cocoide, con un tamaño de 1-2 μm. Forma colonias circulares de color blanco. Catalasa y oxidasa positivas. Temperatura de crecimiento entre 10-40 °C. Se ha aislado de aguas contaminadas, de lodos activados y del rumen de animales.